# Bitwa pod Zieleńcami

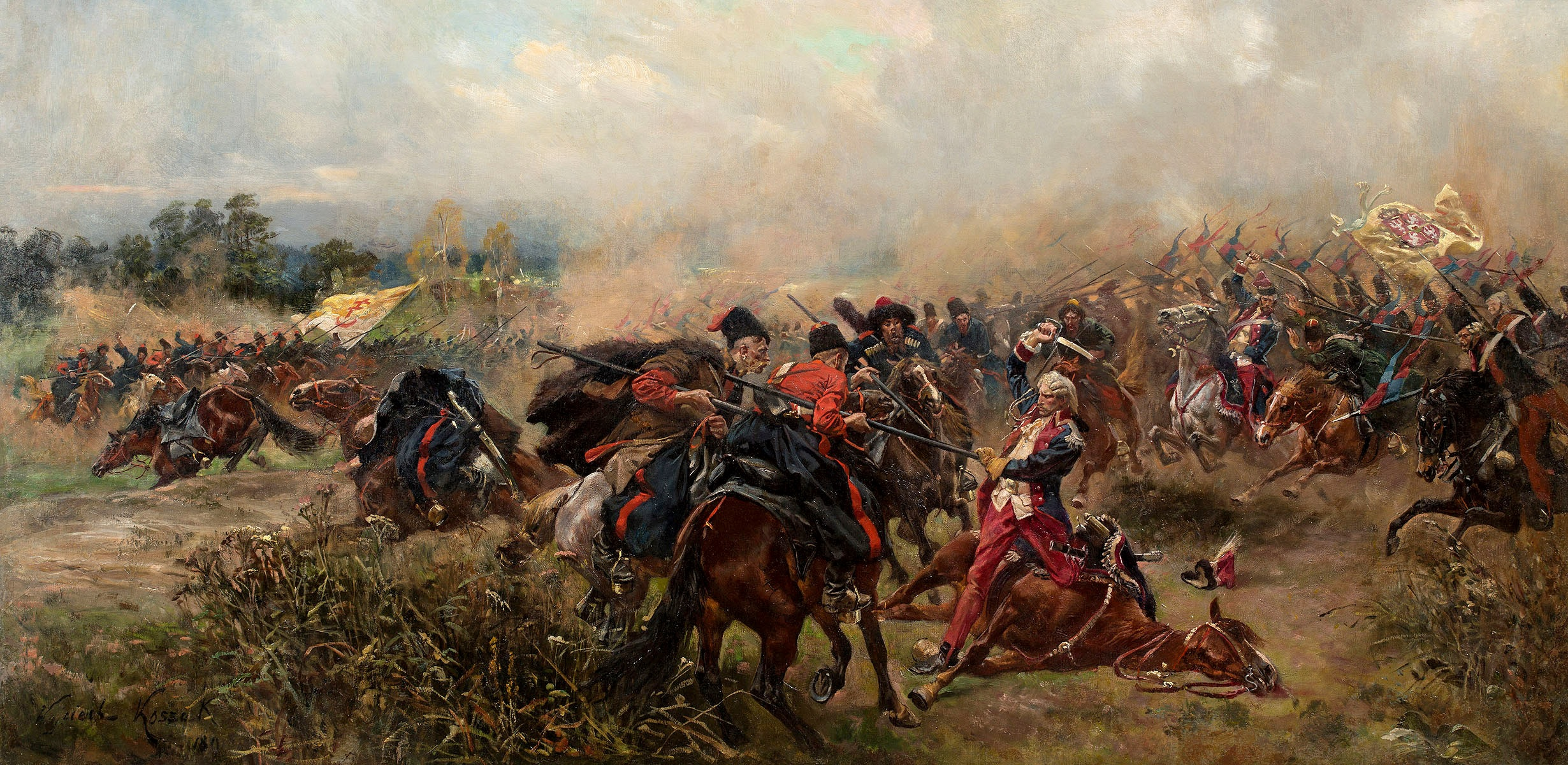
Wojciech Kossak - Bitwa pod Zieleńcami

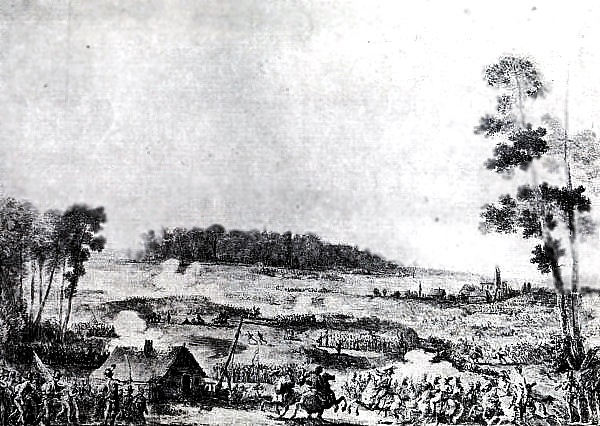
Jan Piotr Norblin, Bitwa pod Zieleńcami

Bitwa pod Zieleńcami – bitwa stoczona 18 czerwca 1792 w czasie wojny polsko-rosyjskiej pomiędzy wojskami polskimi (15,5 tys.) pod dowództwem księcia Józefa Poniatowskiego i Tadeusza Kościuszki a wojskami rosyjskimi (11 tys.), dowodzonymi przez gen. Herkulesa Morkowa. Bitwa ta zakończyła się zwycięstwem Polaków.
Za namową księcia Józefa Poniatowskiego król Stanisław August Poniatowski ustanowił po bitwie odznaczenie wojskowe Virtuti Militari.

## Przed bitwą

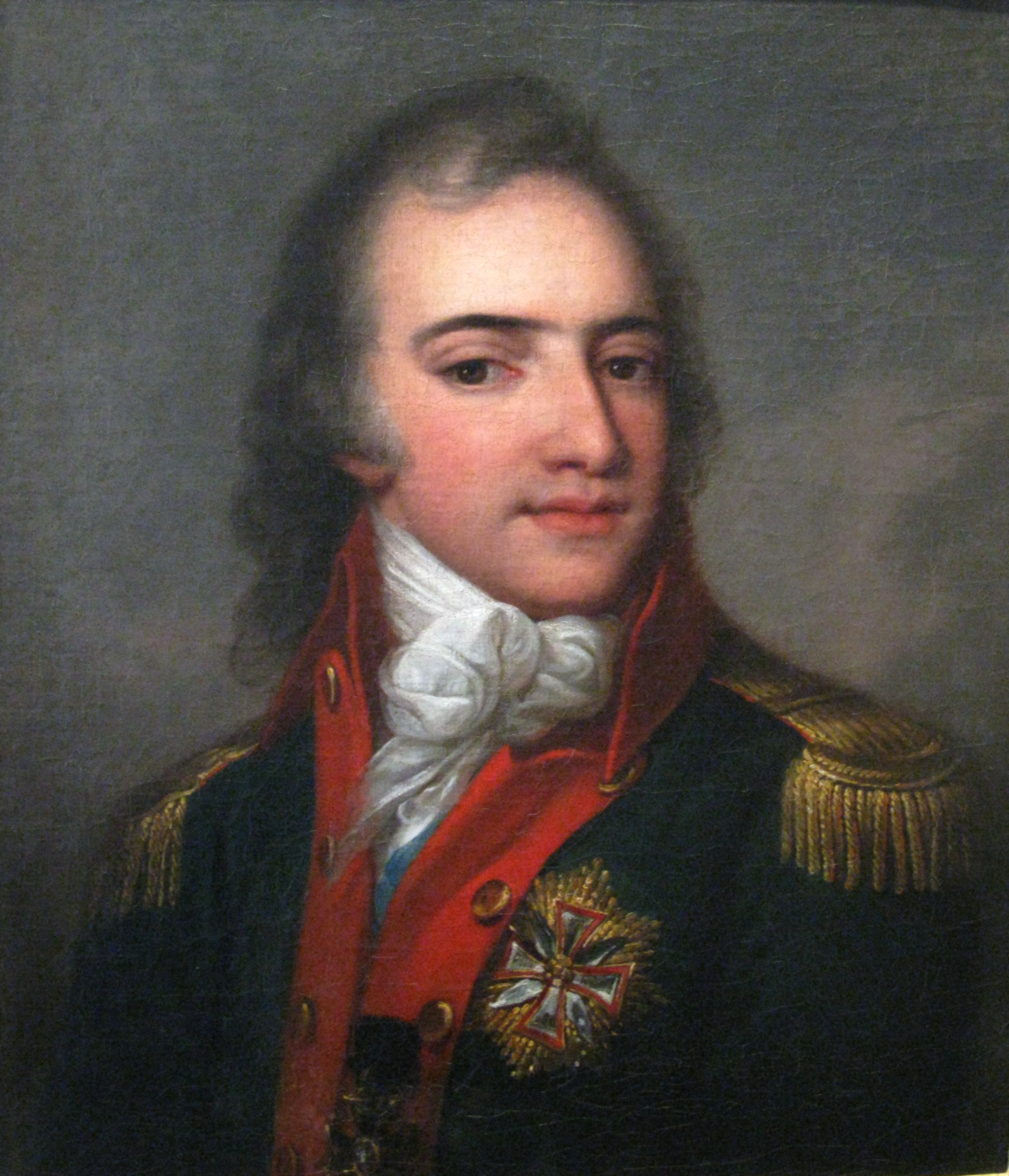
Książę Józef Poniatowski jako generał, dowódca wojsk koronnych w wojnie polsko-rosyjskiej 1792. Mal. Józef Grassi.

10 maja 1792 roku książę Józef Poniatowski przybył do Tulczyna i zarządził koncentrację rozproszonych oddziałów. Udało mu się zebrać ok. 17 000 wojska, w trakcie walk dołączyła do niego dywizja Michała Lubomirskiego (4 500 ludzi) w Zasławiu i korpus rezerwowy generała majora Józefa Zajączka (5 500 ludzi) pod Zieleńcami. W trakcie przemarszu rosła też siła jego artylerii – m.in. o zgromadzoną w Połonnem.
W nocy z 18 na 19 maja granicę przekroczyły pierwsze oddziały z liczącej 64 000 ludzi armii Michaiła Kachowskiego. Plan przewidywał okrążenie sił Poniatowskiego – korpusy Wilhelma Derfeldena i Iwana Dunina miały absorbować siły główne, od południa zajść miały drogę siły Michaiła Goleniszczewa-Kutuzowa, a od północy Andrieja Lewanidowa.
Poniatowski nie przystał na propozycję kordonowej obrony granicy proponowanej przez Tadeusza Kościuszkę i postanowił wycofywać się na Lubar i Połonne, gdzie w oparciu o umocnienia i zgromadzone tam zapasy planowano stoczyć dużą bitwę. Doszło do serii potyczek i utraty taborów, a pod Połonnem okazało się, że nie tylko zapasy są niewystarczające, ale i fortyfikacje dalekie od ukończenia. W wyniku narady postanowiono połączyć się z dywizją Lubomirskiego stojącą w Zasławiu, a po ewakuacji tego, co się da zabrać, opuścić i zniszczyć obóz pod Połonnem.
Za armią koronną ruszyła licząca 11 000 wojska armia generała Herkulesa Morkowa wzmocniona kozakami Orłowa. Morkow planował zdobyć polski tabor i odgrodzić polskie wojsko od Horynia. Przekonany, że tabor będzie łatwym łupem, natknął się 18 czerwca pod Zieleńcami na przybyły dzień wcześniej korpus pod dowództwem gen. Zajączka i gen. Ludwika Trokina.

## Bitwa
Pod Zieleńcami polski korpus gen. Zajączka zajął pozycję na pagórku przy drodze Połonne-Zasław, z bagnistą doliną na lewym skrzydle, skrajem wzniesienia na prawym i lasem za plecami. Trokin i Zajączek nie obsadzili jednak wsi Zieleńce, a las nie dawał miejsca ewentualnym posiłkom na rozwinięcie szyków. Na skrzydłach rozstawiono jazdę, w centrum piechotę, i wezwano na pomoc Poniatowskiego.
Od 6 rano siły rosyjskie ustawiły się pod ogniem polskiej artylerii na równinie u stóp wzniesienia, z jazdą na lewym skrzydle, piechotą na prawym i 2 batalionami piechoty w odwodzie. Korzystając z braku polskiego przeciwdziałania Rosjanie zajęli wieś i rozpoczęli pod jej osłoną ostrzał nękający.
O 7 rano na pole bitwy przybył Poniatowski, co spowodowało wstrzymanie ataku Rosjan wobec widocznego wzmocnienia sił polskich. Lewe skrzydło wsparł pułk jazdy, prawe brygada kawalerii narodowej, a w środku stanął drugi rzut piechoty. Pozostałe oddziały przybywały w miarę trwania bitwy i ustawiały się pod osłoną lasu. Wobec ostrzału ze strony wsi, Poniatowski nakazał oczyścić ją z wroga, co jednak się nie udało, a w dodatku wieś podpalono. Dym przesłonił Polakom pole bitwy i Rosjanie pod jego osłoną uderzyli na kawalerię na prawym skrzydle, która zamiast szarżować na wroga przyjęła go w miejscu, co z kolei spowodowało rozbicie szyków i jej paniczną ucieczkę. Dzięki interwencji księcia Sanguszki i oficerów udało się zawrócić kawalerzystów, a w tym czasie rosyjska jazda dostała się pod silny ogień polskiej artylerii, by po chwili zostać zaatakowaną z flanki przez powracającą kawalerię, a od czoła przez kawalerię z drugiej linii. Dla wzmocnienia efektu Poniatowski rozkazał Czapskiemu wesprzeć polskie natarcie, ale ten zażądał rozkazu na piśmie, tłumacząc się, że ustny jest niejasny.
Po przygotowaniu artyleryjskim w centrum do ataku ruszyli rosyjscy grenadierzy, a polska piechota składająca się głównie z rekrutów w sile 3 batalionów uciekła na ich widok, nie wytrzymując długotrwałego ostrzału. Uciekająca piechota spowodowała lukę w centrum, co wykorzystali Rosjanie, a dodatkowo powstał zamęt w kolejnym batalionie stojącym w odwodzie. W lukę tę ruszył Poniatowski na czele 2 batalionów. Pomimo silnego ostrzału polskiej artylerii i ognia Polaków, grenadierzy kilkakrotnie podejmowali ataki na bagnety, jednak bez skutku. 
Na lewym skrzydle również ruszyło rosyjskie natarcie, pod którego impetem Polacy zaczęli się cofać. Gdy Rosjanie weszli pod ogień polskiej artylerii, udało się ich odeprzeć kontratakiem piechoty i zająć poprzednie stanowiska. 
Wobec odparcia Rosjan na wszystkich odcinkach Poniatowski postanowił przejąć inicjatywę, formując oddział gen. Wielhorskiego, który jednak działał zbyt wolno, dzięki czemu Morkow zdążył zmienić front oddziałów. Mimo to rosyjski generał nie czuł się pewnie i wysyłał do Kachowskiego gońców z prośbą o wsparcie. Wobec nieudzielenia mu go postanowił sformować czworobok i wycofać się w szyku z pola boju. Około 5.00 po południu bitwa się zakończyła, a na polu boju zostali Polacy. Odkrzyknięto vivat i po odpoczynku trwającym 2 godziny rozpoczęto odwrót. Pole boju zajął ponownie Morkow, ogłaszając się zwycięzcą. Zagrodził on drogę nadciągającej dywizji Kościuszki, który jednak wobec przewagi wroga wycofał się, oddając kilka salw artyleryjskich.

## Znaczenie

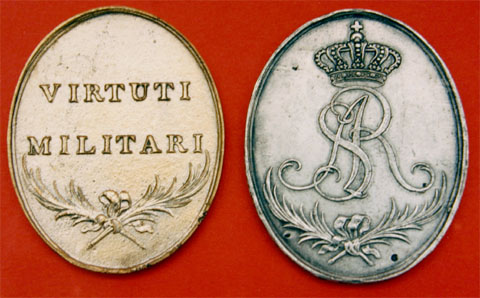
Medal Virtuti Militari z roku 1792, ustanowiony po bitwie pod Zieleńcami

Bitwa wykazała, że polska armia może stawić opór Rosjanom, co szczególnie było ważne wobec dużej ilości młodych, nieostrzelanych rekrutów. Choć polskie oddziały ulegały panice, udało się ją opanować i dalej walczyły z wrogiem. Duża rolę odegrała artyleria, choć w czasie bitwy praktycznie wyczerpano zapasy amunicji. Brak doświadczenia gen. Zajączka i Trokina zaowocował zajęciem niezbyt dogodnej pozycji, dzięki czemu Rosjanie prowadzili ostrzał ze wsi Zieleńce. 
Choć w pobliżu znajdowała się dywizja Kościuszki, nie doszło do połączenia sił, co zdecydowanie zmieniłoby wynik bitwy i powiększyłoby straty wroga. Rosjan wprawdzie powstrzymano i zadano im straty dwukrotnie wyższe od poniesionych, jednak Morkow wycofał się z pola walki w szyku i wojsko jego nie zostało rozbite. Zawinił tu zapewne nie tylko brak informacji o ruchach wojsk, ale i braki w amunicji i zmęczenie wojska przemarszem i bitwą.
Bitwa pod Zieleńcami była niewątpliwie ważnym zwycięstwem w historii nie tylko tej wojny. Od czasów Jana III oto jest pierwsza wstępna bitwa, którą wygrali Polacy bez niczyjej pomocy – napisał w liście król Stanisław August Poniatowski do swojego bratanka, Józefa Poniatowskiego. Za jego też namową ustanowił po bitwie, 22 czerwca 1792, wojskowe odznaczenie Virtuti Militari. Zwycięstwo to podniosło morale całego wojska. Jednakże zaproszony do obozu zwycięzców król wymówił się od podróży następującymi słowami: "Czyliż będę miał w obozie wygodę i kuchnię przyzwoitą?"

## Upamiętnienie
Walki pod Zieleńcami zostały po 1990 r. upamiętnione na Grobie Nieznanego Żołnierza w Warszawie napisem na jednej z tablic: "ZIELEŃCE 18 VI 1792".
W Warszawie, w dzielnicy Praga-Południe, znajduje się aleja Zieleniecka, której nazwa jest upamiętnieniem bitwy. W 1994 przy tej ulicy stanął kamień pamiątkowy, upamiętniający bitwę pod Zieleńcami oraz ustanowienie Orderu Wojennego Virtuti Militari.
W trakcie obchodów 220. rocznicy ustanowienia orderu Virtuti Militari w Warszawie w Ogrodzie Saskim zasadzono Drzewo Pamięci Orderu Virtuti Militari i odsłonięto tablicę pamiątkową na pobliskim budynku Dowództwa Garnizonu Warszawskiego. W czasie tej uroczystości przypomniano okoliczności ustanowienia orderu.
Bitwa jest wymieniona na jednej z tablic umieszczonych na pomniku Jazdy Polskiej w Warszawie.